# Конгоні
Конгоні (Alcelaphus buselaphus) — вид парнокопитних ссавців родини бикових (Bovidae).

## Поширення
У минулому конгоні зустрічалися по всій Африці (за винятком лісів басейну Конго) і навіть на Аравійському півострові. Зараз підвид, що населяв Сахару і Аравію, вимер. Трохи краще становище конгоні в Південній Африці. В наш час конгоні винищені в більшій частині свого первісного ареалу. У помітних кількостях ця антилопа збереглася тільки в національних парках і резерватах. Конгоні мешкають переважно в безлісих місцевостях, рівнинних або горбистих, порослих чагарником або порівняно відкритих. Це типові мешканці африканської савани.

## Опис
Довжина тіла становить 2-2,5 м. Висота в холці доходить до 1,3 м. Вага варіюється в межах 100-200 кг. Довжина хвоста 40-60 см. Закінчується чорною китичкою. Ноги довгі з чорними мітками. Шия коротка, вуха загострені, форма голови подовжена. Роги є і у самиць, і у самців. Їх довжина доходить до 70 см.
Найбільшими є тварини, що живуть на заході африканського континенту. Колір шерсті варіюється від світло-сірого до червоно-коричневого залежно від підвиду. У червоного бубала лоб чорний і є контрастна світла смуга між очей. У інших підвидів теж є характерні індивідуальні риси. Це довжина хвоста, темні смуги, більш пологі лоби.

## Спосіб життя
Живляться тварини трав'янистою рослинністю, часто пасуться на місцях колишніх пожеж. Вони регулярно відвідують водопої, але можуть кілька днів обходитися без води. Великими стадами конгоні зустрічаються рідко: зазвичай можна спостерігати групи по 10-20 тварин. Самиці і самці тримаються окремо. 
Шлюбний ритуал відрізняється від інших антилоп. Зазвичай самець, піднявши хвіст, витягнувши вперед шию і притиснувши вуха, спрямовується назустріч самиці, яка перейшла межі його ділянки, потім повертається і робить кілька кроків геть, до центру ділянки, як би запрошуючи самицю слідувати за собою. Якщо самиця скористається запрошенням, партнери стають парою. Вагітність триває близько 8 місяців, а пологи збігаються з початком сезону дощів. Самиця народжує щороку одне дитинча.

## Загрози
Конгоні часто стають жертвою левів, гієнових собак та інших хижаків, проте головний їхній ворог - людина. М'ясо конгоні за смаком значно перевершує м'ясо більшості африканських копитних, і переслідування конгоні мисливцями завжди було досить інтенсивним. Судячи з давніх фресок, єгиптяни тримали конгоні північноафриканської підвиду як напівдомашню тварину.
Посухи і хвороби можуть швидко скоротити популяцію конгоні, особливо якщо є конкуренція з боку інших стад антилоп.